# 도상봉
도상봉(都相鳳, 1902년 1월 6일~1977년 11월 11일)은 대한민국의 서양화가이다. 호(號)는 도천(陶泉)이며, 함경남도 홍원(洪原) 출신이다.
학창 시절 3·1 만세 운동에도 가담했던 그는 이후 1923년 일본을 유학하여 그 해 일본 도쿄 미술학교(東京美術學校)를 입학, 2년간 휴학 끝에 1927년 일본 도쿄미술학교(東京美術學校)를 전문학사 학위하고, 귀국 후 1930년에서 1949년까지 경성 경신고보, 서울 배화여중, 서울 경기여고와 서울 숙명여대에서 각각 학생들을 가르쳤다.

## 생애
1955년 대한미술협회 대표집행위원장에 임명되었고, 계속하여 예술원 회원, 한국미술협회 이사장, 국전 심사위원장, 동 운영위원, 유네스코 대한민국 문화분과위원장 등을 역임했다. 1955년 미국 뉴욕 월드하우스 화랑에 출품한 것을 비롯, 국내에서 여러 차례 개인전을 가진 바 있다. 1960년 이후 3·1 문화상, 예술원상, 국민훈장 모란장, 대한민국예술문화상 등을 수상하였다.
1957년 2월에서 1958년 2월까지 서라벌예술초급대학 겸임교수 직을 지냈고 1958년 2월에서 1959년 2월까지 중앙대학교 겸임교수 직을 지냈으며 1959년 2월에서 1960년 2월까지 홍익대학교 겸임교수 직을 2년간 지내기도 한 그는 광복 후의 혼란기 속에서 예술문화단체의 육성과 발전에 공헌을 했으며 작품의 경향은 온건한 사실풍(寫實風)으로서 정물(靜物)을 많이 다루고 있다. 작품으로 〈성균관 풍경〉 등이 있다.